# Éxo Nýmfio
Éxo Nýmfio, en grec moderne : Έξω Νύμφιο, est un village du dème du Magne-Oriental, district régional de Laconie, en Grèce.
Selon le recensement de 2011, la population du village compte 71 habitants .